# Малый Авзян
Малый Авзян — река в России, протекает в Белорецком районе Башкортостана. Длина реки составляет 12 км.
Начинается между хребтами Большой Шатак и Малый Шатак на высоте около 820 метров над уровнем моря. Течёт в южном направлении по берёзово-сосновому лесу, сначала между хребтами, затем мимо гор Шатак и Ашкарка-Рудная. В низовьях пересекает сосновый лес. Устье реки находится в 7,7 км по левому берегу реки Большой Авзян на территории села Верхний Авзян на высоте 402 метра над уровнем моря.
Основной приток — Рыбкин Ключ, впадает справа.

## Данные водного реестра
По данным государственного водного реестра России относится к Камскому бассейновому округу, водохозяйственный участок реки — Белая от водомерного поста Арский Камень до Юмагузинского гидроузла, речной подбассейн реки — Белая. Речной бассейн реки — Кама.
Код объекта в государственном водном реестре — 10010200212111100017249.